# Rita Moreno
Rita Moreno, pseudonimo di Rosa Dolores Alverio Marcano (Humacao, 11 dicembre 1931), è un'attrice e ballerina portoricana, vincitrice del prestigioso titolo EGOT (Premio Emmy, Grammy Award, Premio Oscar e Tony Award).

## Biografia
Nata in Porto Rico da Rosa María Marcano, sarta, e Francisco José "Paco" Alverío, contadino.
All'età di cinque anni si trasferisce con la madre a New York. A undici, presta la sua voce per la versione in lingua spagnola dei film statunitensi. Fa la sua prima apparizione a Broadway all'età di tredici anni e cattura l'attenzione di alcuni talent-scout di Hollywood.

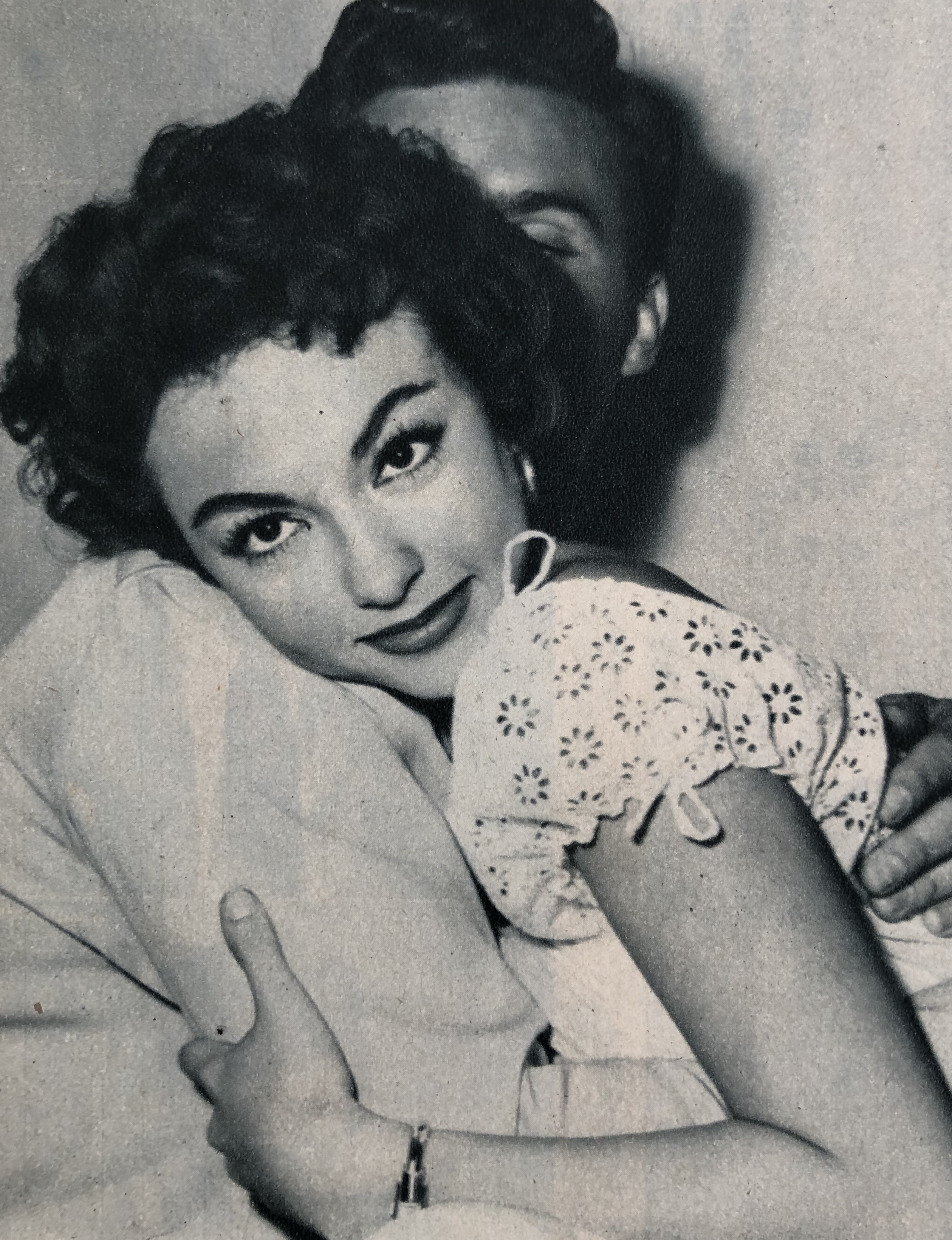
Rita Moreno nel 1954

Dopo avere esordito nel 1950 con Il pescatore della Louisiana di Norman Taurog, nella prima parte della sua carriera appare in vari film, tra cui i musical Cantando sotto la pioggia (1952) di Stanley Donen e Il re ed io (1956) di Walter Lang. Successivamente prende parte a pellicole di genere diverso, quali Il re vagabondo (1956) di Michael Curtiz, Il riscatto degli indiani (1957) di Kurt Neumann, Asfalto selvaggio (1960) di Richard Bare, Estate e fumo (1961) di Peter Glenville e Grido di battaglia (1963) di Irving Lerner.
L'occasione della sua carriera giunge nel 1961, quando le viene affidato il ruolo di Anita in West Side Story di Robert Wise, con protagonisti Natalie Wood e Richard Beymer, adattamento cinematografico dell'omonimo celebre musical di Leonard Bernstein e Stephen Sondheim. In questa occasione l'attrice dimostra grande temperamento e versatilità, tanto da guadagnarsi un premio Oscar alla miglior attrice non protagonista. È la terza di 19 artisti, e la prima ispanica, a conseguire un EGOT, cioè a vincere un Emmy, un Grammy, un Oscar e un Tony. 

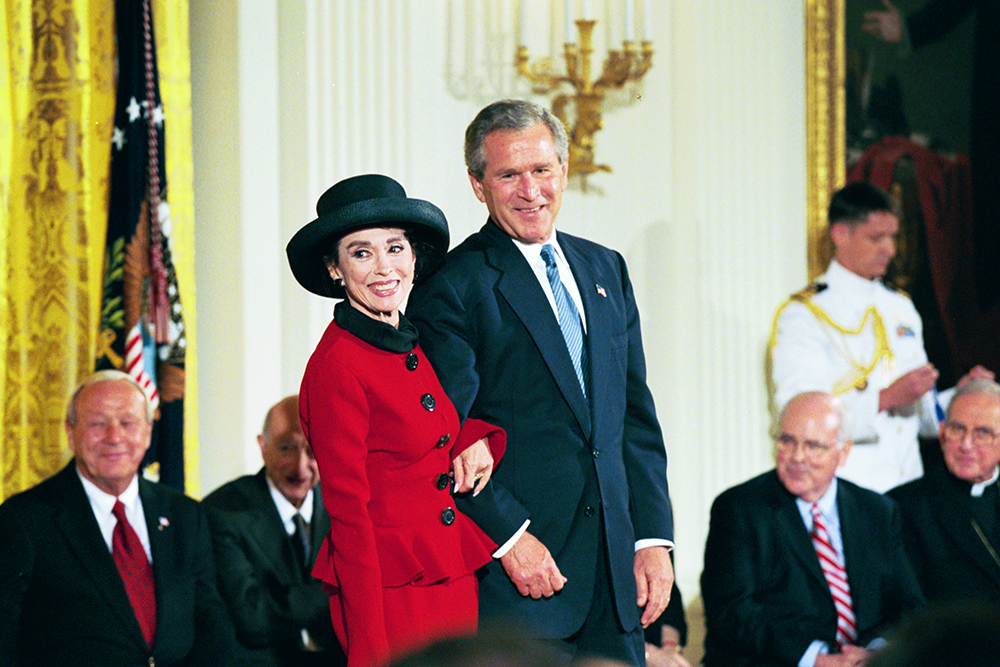
Rita Moreno con il presidente George W. Bush, prima di ricevere la Medaglia presidenziale della libertà

Tra la fine degli anni sessanta e la prima metà dei settanta la Moreno recita in film di rilievo, come Papà... abbaia piano! (1969) di Arthur Hiller, L'investigatore Marlowe (1969) di Paul Bogart, Conoscenza carnale (1971) di Mike Nichols e Il vizietto americano (1976) di Richard Lester. Tra gli altri suoi film, anche se non più in ruoli da protagonista, si segnalano Le quattro stagioni (1981) di Alan Alda e L'altra faccia di Beverly Hills (1998) di Tamara Jenkins.
Negli anni settanta e ottanta appare nella serie televisiva per bambini The Electric Company e nel varietà per famiglie Muppet Show, oltre che in serie come Love Boat, I Robinson, Cuori senza età e Miami Vice. Nel 1985 vince un Sarah Siddons Award per il lavoro svolto al Chicago Theatre. Negli anni novanta presta la sua voce a Carmen Sandiego nella popolare serie animata Dov'è finita Carmen Sandiego?. Nel 1997 recita in Oz, popolare serie televisiva della HBO, in cui interpreta una suora cattolica e psichiatra, chiamata Sorella Peter Marie.
Nel 2017 entra a far parte del cast di Giorno per giorno nei panni di Lydia Alvarez. La serie, reboot dell'omonima serie televisiva del 1975, è stata rinnovata per la quarta stagione da Pop TV. La longeva e brillante carriera della Moreno viene considerata da molti critici come uno dei più grandi contributi alla comunità ispanica nel mondo di Hollywood, ovvero un abbattimento delle barriere razziali che quest'ultima aveva spesso manifestato nei confronti degli attori ispanici. Rita Moreno ha una stella sulla celebre Hollywood Walk of Fame, al 7083 di Hollywood Boulevard. Dopo vari anni di assenza dal cinema e a 90 anni di età, nel 2021 recita in West Side Story di Steven Spielberg, interpretando un ruolo appositamente scritto per lei e che non era presente nel testo teatrale originale.

## Vita privata
Ha avuto una relazione di otto anni con Marlon Brando, suo partner in La notte del giorno dopo (1969) di Hubert Cornfield, e un breve flirt con Elvis Presley. Il 18 giugno 1965 ha sposato Lenny Gordon, dal quale nel 1967 ha avuto una figlia, Fernanda, divenuta anch'essa attrice.

## Filmografia

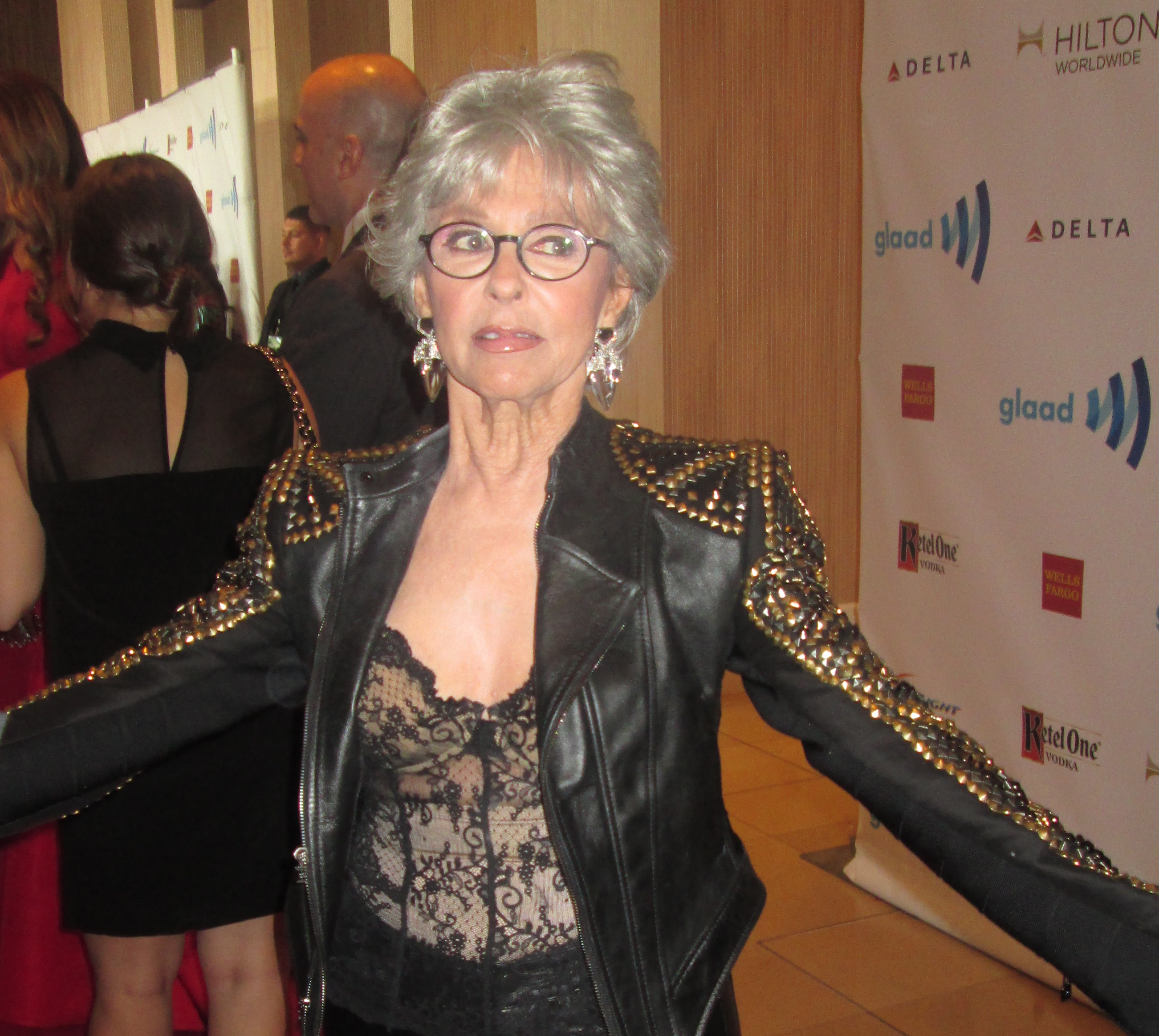
Rita Moreno nel 2015

### Attrice

#### Cinema
- Il pescatore della Louisiana (The Toast of New Orleans), regia di Norman Taurog (1950)
- Belle giovani e perverse (So Young, So Bad), regia di Bernard Vorhaus e Edgar G. Ulmer  (1950)
- Canzone pagana (Pagan Love Song), regia di Robert Alton (1950)
- Cantando sotto la pioggia (Singin' in the Rain), regia di Gene Kelly e Stanley Donen (1952)
- La pattuglia delle giubbe rosse (Fort Vengeance), regia di Lesley Selander (1953)
- Amanti latini (Latin Lovers), regia di Mervyn LeRoy (1953)
- L'ascia di guerra (The Yellow Tomahawk), regia di Lesley Selander (1954)
- Il prigioniero della miniera (Garden of Evil), regia di Henry Hathaway (1954)
- Carovana verso il Sud (Untamed), regia di Henry King (1955)
- Le sette città d'oro (Seven Cities of Gold), regia di Robert D. Webb (1955)
- Il re ed io (The King and I), regia di Walter Lang (1956)
- Il re vagabondo (The Vagabond King), regia di Michael Curtiz (1956)
- Il riscatto degli indiani (The Deerslayer), regia di Kurt Neumann (1957)
- Asfalto selvaggio (This Rebel Breed), regia di Richard Bare (1960)
- West Side Story, regia di Robert Wise e Jerome Robbins (1961)
- Estate e fumo (Summer and Smoke), regia di Peter Glenville (1961)
- Gli ammutinati di Samar (Samar), regia di George Montgomery (1962)
- Grido di battaglia (Cry of Battle), regia di Irving Lerner (1963)
- La notte del giorno dopo (The Night of the Following Day), regia di Hubert Cornfield (1969)
- Papà... abbaia piano! (Popi), regia di Arthur Hiller (1969)
- L'investigatore Marlowe (Marlowe), regia di Paul Bogart (1969)
- Conoscenza carnale (Carnal Knowledge), regia di Mike Nichols (1971)
- Il vizietto americano (The Ritz), regia di Richard Lester (1976)
- Le quattro stagioni (The Four Seasons), regia di Alan Alda (1981)
- Carmen Miranda: Bananas Is My Business, regia di Helena Solberg (1995) – documentario
- L'altra faccia di Beverly Hills (Slums of Beverly Hills), regia di Tamara Jenkins (1998)
- Blue Moon, regia di John A. Gallagher (2000)
- Six Dance Lessons in Six Weeks, regia di Arthur Allan Seidelman (2014)
- West Side Story, regia di Steven Spielberg (2021)
- 80 for Brady, regia di Kyle Marvin (2023)
- Fast X, regia di Louis Leterrier (2023)
- Family Switch, regia di McG (2023)

#### Televisione
- General Electric Theater – serie TV, episodi 2x05-7x16 (1953-1959)
- The 20th Century-Fox Hour – serie TV, episodio 1x15 (1956)
- Climax! – serie TV, episodi 3x07-3x22-3x41-4x31 (1956-1958)
- Papà ha ragione (Father Knows Best) – serie TV, episodio 5x10 (1958)
- Tales of Wells Fargo – serie TV, episodio 3x23 (1959)
- I racconti del West (Zane Grey Theatre) – serie TV, episodio 3x21 (1959)
- Cimarron City – serie TV, episodio 1x25 (1959)
- Bourbon Street Beat – serie TV, episodio 1x32 (1960)
- Michael Shayne – serie TV episodio 1x30 (1961)
- Avventure in paradiso (Adventures in Paradise) – serie TV, episodio 3x03 (1961)
- La legge di Burke (Burke's Law) – serie TV, episodio 1x05 (1963)
- Le cause dell'avvocato O'Brien (The Trials of O'Brien) – serie TV, episodio 1x12 (1965)
- I giorni di Bryan (Run for Your Life) – serie TV, episodio 3x01 (1967)
- Hec Ramsey – serie TV, episodio 2x01 (1973)
- Medical Center – serie TV, episodio 6x06 (1974)
- Muppet Show (The Muppet Show) – serie TV, episodio 1x05 (1976)
- Un trio inseparabile (Westside Medical) – serie TV, episodio 1x02 (1977)
- Agenzia Rockford (The Rockford Files) – serie TV, episodi 4x16–5x02–6x09 (1978–1979)
- Dalle 9 alle 5, orario continuato (9 to 5) – serie TV, 33 episodi (1982–1983)
- Love Boat (The Love Boat) – serie TV, episodi 7x07–7x08 (1983)
- Cuori senza età (The Golden Girls) – serie TV, episodio 2x26 (1987)
- I Robinson (The Cosby Show) – serie TV, episodio 3x18 (1987)
- Sesamo apriti (Sesame Street) – serie TV, episodi 19x03–22x02 (1987–1990)
- Miami Vice – serie TV, episodio 5x11 (1989)
- Detective Stryker (B.L. Stryker) – serie TV, 6 episodi (1989–1990)
- La tata (The Nanny) – serie TV, episodio 1x19 (1994)
- Cosby indaga (The Cosby Mysteries) – serie TV, 16 episodi (1994–1995)
- Il tocco di un angelo (Touched by an Angel) – serie TV, episodio 4x10 (1997)
- Oz – serie TV, 55 episodi (1997–2003)
- Squadra Med - Il coraggio delle donne (Strong Medicine) – serie TV, episodio 3x21 (2003)
- The Guardian – serie TV, episodi 2x13–2x17–2x19 (2003)
- Law & Order - Unità vittime speciali (Law & Order: Special Victims Unit) – serie TV, episodi 6x21 (2005)
- Law & Order - Il verdetto (Law & Order: Trial by Jury) – serie TV, episodio 1x11 (2005)
- Law & Order: Criminal Intent – serie TV, episodi 6x08–6x15–6x21 (2006–2007)
- Ugly Betty – serie TV, episodio 1x22 (2007)
- I signori del rum (Cane) – serie TV, 13 episodi (2007)
- In Plain Sight - Protezione testimoni (In Plain Sight) – serie TV, episodio 3x03 (2010)
- Happily Divorced – serie TV, 34 episodi (2011–2013)
- Nicky Deuce, regia di Jonathan A. Rosenbaum – film TV (2013)
- Sam & Cat – serie TV, 1 episodio (2013)[senza fonte]
- Getting On – serie TV, episodio 3x06 (2015)
- Jane the Virgin – serie TV, episodi 1x18–2x09–2x11-5x19 (2015–2019)
- Grey's Anatomy – serie TV, episodio 12x14 (2016)
- Grace and Frankie – serie TV, episodio 2x02 (2016)
- Giorno per giorno (One Day at a Time) – serie TV (2017–2020)

### Doppiatrice

#### Cinema
- Scooby-Doo e il terrore del Messico (Scooby-Doo! and the Monster of Mexico), regia di Scott Geralds (2003)
- Rio 2 - Missione Amazzonia (Rio 2), regia di Carlos Saldanha (2014)

#### Televisione
- Dov'è finita Carmen Sandiego? (Where on Earth Is Carmen Sandiego) – serie TV, 40 episodi (1994–1999)
- Allacciate le cinture! Viaggiando si impara (The Magic School Bus) – serie TV, episodio 2x03 (1995)
- Agente Speciale Oso (Special Agent Oso) – serie TV, episodio 2x19 (2011)
- Il mondo di Nina (Nina's World) – serie TV, 78 episodi (2015–in corso)
- Elena di Avalor (Elena of Avalor) – serie TV, episodi 2x15–2x16 (2018)
- Carmen Sandiego – serie TV, episodio 1x02 (2019)

## Teatro

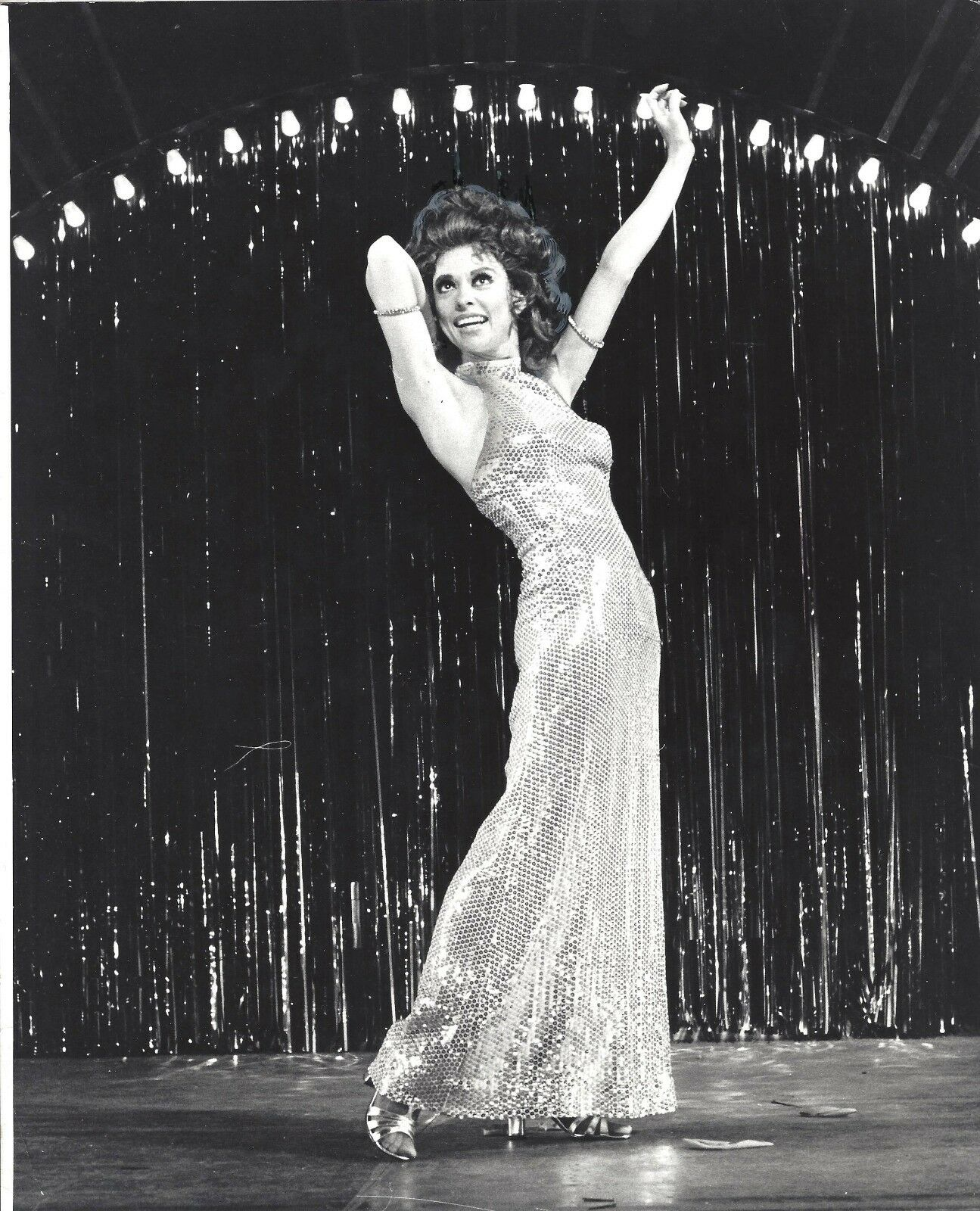
Rita Moreno in The Ritz a Broadway (1975)

- Skydrift, Belasco Theatre (Broadway), 1945[8]
- She Loves Me, Lyric Theatre (Londra), 1964[9]
- Last of the Red Hot Lovers, Eugene O'Neill Theatre (Broadway), 1969[10]
- Gantry, George Abbott Theatre (Broadway), 1970
- The National Health, Circle in the Square Theatre (Broadway), 1974
- Guys and Dolls, Melody Top (Milwaukee), 1974
- The Ritz, Longacre Theatre (Broadway), 1975[11]
- Bells Are Ringing, Melody Top (Milwaukee), 1976
- She Loves Me, Town Hall (New York), 1977
- Wally's Cage, Brooks Atkinson Theatre (Broadway), 1981
- La strana coppia, Broadhurst Theatre (Broadway), 1985[12]
- Gypsy: A Musical Fable, North Shore Music Theatre (Beverly), 1992
- Sunset Boulevard, Adelphi Theatre (Londra), 1996[13]
- I monologhi della vagina, Westside Theatre (Off Broadway), 1999
- Lo zoo di vetro, Berkeley Repertory Theatre (Berkeley), 2006[14]
- Master Class, Berkeley Repertory Theatre (Berkeley), 2006[15]

## Riconoscimenti
- Premio Oscar
  - 1962 – Miglior attrice non protagonista per West Side Story
- Golden Globe
  - 1962 – Miglior attrice non protagonista per West Side Story
  - 1977 – Candidatura alla miglior attrice non protagonista per Il vizietto americano
  - 1983 – Candidatura alla miglior attrice in una serie televisiva commedia o musical per Dalle 9 alle 5, orario continuato
- Grammy Award
  - 1972 – Miglior album per bambini per The Electric Company Album
- Screen Actors Guild Awards
  - 2013 – Premio alla carriera
- Premio BAFTA
  - 1977 – Candidatura alla miglior attrice non protagonista per Il vizietto americano
- Laurel Award
  - 1962 – Miglior attrice non protagonista – West Side Story

### Altri premi
- 1968 - Joseph Jefferson Theatre Award - Best Chicago Theatre Actress
- 1975 - Tony Award alla miglior attrice non protagonista in uno spettacolo - The Ritz
- 1977 – Emmy Award per la miglior performance in un programma di varietà o musicale – Muppet Show
- 1978 – Emmy Award alla miglior guest star in una serie drammatica – Agenzia Rockford
- 1998 – ALMA Award alla migliore attrice in una serie drammatica – Oz
- 1998 – ALMA Award alla carriera
- 1992 – ALMA Award alla migliore attrice in una serie drammatica – Oz
- 2002 – ALMA Award alla migliore attrice in una serie drammatica – Oz
- 2010 – Premio Hispanic Heritage alla carriera
- 2019 – Peabody Award alla carriera
- 2022 – Television Academy Hall of Fame

## Doppiatrici italiane
Nelle versioni in italiano delle opere in cui ha recitato, Rita Moreno è stata doppiata da:
- Maria Pia Di Meo in Il re ed io, West Side Story (1961), Estate e fumo, Fast X
- Ludovica Modugno in Dalle 9 alle 5, orario continuato, Grey's Anatomy, Giorno per giorno
- Paola Piccinato in Oz (st. 1-4), Law & Order - Unità vittime speciali, Law & Order - Il verdetto
- Graziella Polesinanti in Resurrection Blvd., Ugly Betty, I signori del rum
- Marcella Silvestri in Happily Divorced, Nicky Deuce
- Zoe Incrocci in Canzone pagana
- Lia Orlandini in Cantando sotto la pioggia
- Dhia Cristiani in Il re vagabondo
- Marzia Ubaldi in L'investigatore Marlowe
- Rita Savagnone in Conoscenza carnale
- Anna Teresa Eugeni in Muppet Show
- Anna Rita Pasanisi in Cosby indaga
- Lorenza Biella in Oz (st. 5-6)
- Annamaria Mantovani in Squadra Med - Il coraggio delle donne
- Manuela Massarenti in Law & Order: Criminal intent
- Melina Martello in Jane the Virgin
- Aurora Cancian in Grace and Frankie
- Doriana Chierici in West Side Story (2021)

Da doppiatrice è stata sostituita da:
- Serena Verdirosi in Dov'è finita Carmen Sandiego?
- Dania Cericola in Scooby-Doo e il terrore del Messico
- Francesca Draghetti in Rio 2 - Missione Amazzonia
- Lilli Manzini in Carmen Sandiego